# Anita Loos
Corinne Anita Loos (Sisson, Califórnia, 26 de abril de 1889 – Nova Iorque, 18 de agosto de 1981) foi uma roteirista, dramaturga e autora estadunidense. Em 1912, ela se tornou a primeira roteirista de Hollywood, quando D. W. Griffith a colocou na folha de pagamento da Triangle Film Corporation. Ela é mais conhecida por seu romance em quadrinhos de 1925, Gentlemen Prefer Blondes, e sua adaptação para a Broadway de 1951 do romance Gigi de Colette.

## Trabalhos

### Ficção
- Gentlemen Prefer Blondes: The Intimate Diary of a Professional Lady. NY: Boni & Liveright, 1925
- But Gentlemen Marry Brunettes. NY: Boni & Liveright, 1927
- A Mouse Is Born. NY: Doubleday & Company, 1951
- No Mother to Guide Her. NY: McGraw Hill, 1961
- Fate Keeps On Happening: Adventures Of Lorelei Lee And Other Writings. NY: Dodd, Mead & Company, 1984

### Não ficção

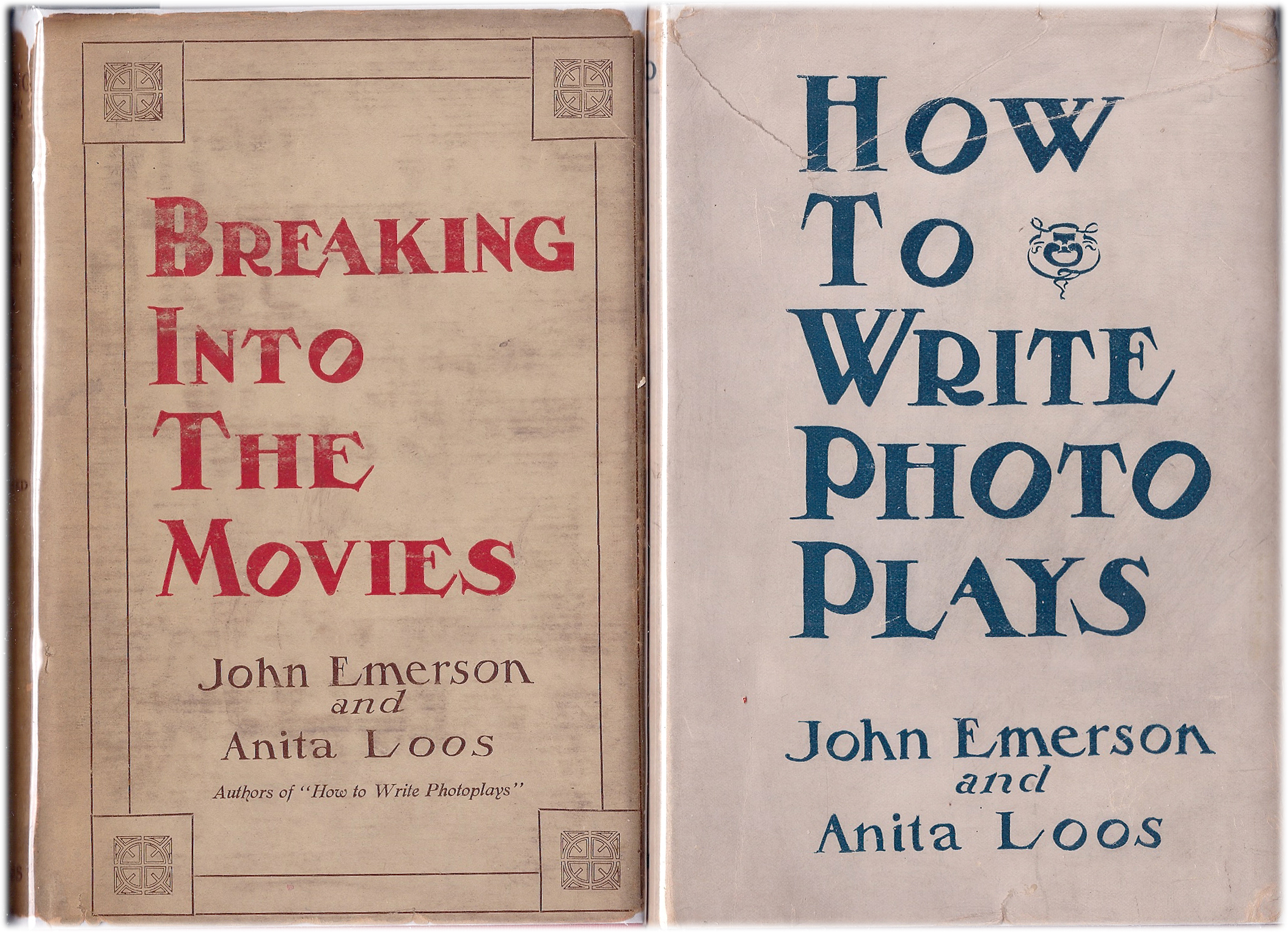
Livros de não ficção de Loos

- w/John Emerson How to Write Photoplays NY: James A McCann, 1920
- w/John Emerson. Breaking Into the Movies. NY: James A McCann, 1921
- "This Brunette Prefers Work", Woman's Home Companion, 83 (Março 1956)
- A Girl Like I. NY:Viking Press, 1966
- w/Helen Hayes. Twice Over Lightly: New York Then and Now. NY: Harcourt Brace Jovanovich, 1972
- Kiss Hollywood Good-by. NY: Viking Press, 1974
- Cast of Thousands: a pictorial memoir of the most glittering stars of Hollywood. NY: Grosset and Dunlap, 1977
- The Talmadge Girls. NY: Viking Press, 1978

### Créditos da Broadway
- The Whole Town's Talking (1923)
- The Fall of Eve (1925)
- Gentlemen Prefer Blondes  (1926)
- The Social Register (1931)
- Happy Birthday (1946)
- Gentlemen Prefer Blondes  (1949)
- Gigi (1951)
- Chéri  (1959)
- The King's Mare (1967)
- Lorelei  (1974)

### Créditos do filme
| - My Baby (1912; escritor) - The Musketeers of Pig Alley (1912; escritor) - The New York Hat (1912; escritor) - A Narrow Escape (1913; cenário) - The Wedding Gown (1913; cenário) - His Hoodoo (1913; cenário; história "The Making of a Masher") - Pa Says (1913; história "The Queen of the Carnival") - A Cure for Suffragettes (1913; história) - A Fallen Hero (1913; história) - A Horse on Bill (1913; história) - Binks' Vacation (1913; história) - Highbrow Love (1913; história) - How the Day Was Saved (1913; história) - Oh, Sammy! (1913; história) - The Hicksville Epicure (1913; história) - The Power of the Camera (1913; história) - The Suicide Pact (1913; história) - His Awful Vengeance (1913; escritor) - The Lady in Black (1913; escritor) - The Mistake (1913; escritor) - The Telephone Girl and the Lady (1913; escritor) - The Widow's Kids (1913; escritor) - The Sisters (1914/I; cenário) - A Lesson in Mechanics (1914; cenário) - Nearly a Burglar's Bride (1914; cenário) - Some Bull's Daughter (1914; cenário) - The Deceiver (1914; cenário) - The Road to Plaindale (1914; cenário) - The Saving Grace (1914; cenário) - The Saving Presence (1914; cenário) - A Corner in Hats (1914; história) - A Flurry in Art (1914; história) - Gentleman or Thief (1914; história) - Nell's Eugenic Wedding (1914; história) - The Fatal Dress Suit (1914; história) - The Man on the Couch (1914; história) - The Million Dollar Bride (1914; história) - The Gangsters of New York (1914; sem créditos) - A Bunch of Flowers (1914; escritor) - Billy's Rival (1914; escritor) - For Her Father's Sins (1914; escritor) - Izzy and His Rival (1914; escritor) - The Girl in the Shack (1914; escritor) - The Hunchback (1914; escritor) - The Last Drink of Whiskey (1914; escritor) - The White Slave Catchers (1914; escritor) - When the Road Parts (1914; escritor) - A Ten-Cent Adventure (1915; cenário) - Mixed Values (1915; cenário) - The Deacon's Whiskers (1915; cenário) - The Lost House (1915; cenário) - The Fatal Finger Prints (1915; escritor) - Stranded (1916/I; escritor) - Macbeth (1916) - A Calico Vampire (1916; cenário) - Laundry Liz (1916; cenário) - The French Milliner (1916; cenário) - The Americano (1916; cenário) - The Wharf Rat (1916; screenplay; história) - A Corner in Cotton (1916; história) - American Aristocracy (1916; história) - Intolerance: Love's Struggle Throughout the Ages (1916) - The Mystery of the Leaping Fish (1916) - A Wild Girl of the Sierras (1916; escritor) - His Picture in the Papers (1916; escritor) - The Children Pay (1916; escritor) | - The Half-Breed (1916; escritor) - The Little Liar (1916; escritor) - The Matrimaniac (1916; escritor) - The Social Secretary (1916; escritor) - In Again, Out Again (1917/II; escritor) - A Daughter of the Poor (1917; escritor) - Down to Earth (1917; escritor) - Reaching for the Moon (1917; escritor) - Wild and Woolly (1917; escritor) - Good-Bye, Bill (1918; roteiro; produção) - Hit-the-Trail Holliday (1918; escritor) - Let's Get a Divorce (1918; escritor) - Come on In (1918; escritor; produção) - A Virtuous Vamp (1919; cenário) - A Temperamental Wife (1919; cenário; produção) - Oh, You Women! (1919; cenário; história) - Under the Top (1919; história) - Getting Mary Married (1919; escritor) - The Isle of Conquest (1919; escritor) - The Branded Woman (1920; adaptação) - Dangerous Business (1920; produção; escritor) - Two Weeks (1920; cenário) - The Perfect Woman (1920; roteiro; história) - The Love Expert (1920; escritor; produção) - In Search of a Sinner (1920; escritor; produção; sem créditos) - Woman's Place (1921; história) - Mama's Affair (1921; escritor) - Polly of the Follies (1922; roteiro; história) - Red Hot Romance (1922; roteiro; história; produção executiva) - Dulcy (1923; escritor) - Three Miles Out (1924; escritor) - Learning to Love (1925; roteiro; história) - The Whole Town's Talking (1926; roteiro) - Stranded (1927; história) - Gentlemen Prefer Blondes (1928; roteiro) - The Fall of Eve (1929; história) - Ex-Bad Boy (1931; história "The Whole Town's Talking") - The Struggle (1931; escritor) - Blondie of the Follies (1932; diálogos) - Red-Headed Woman (1932; escritor) - Hold Your Man (1933; roteiro; história) - Midnight Mary (1933; história) - The Barbarian (1933; escritor) - The Girl from Missouri (1934; original roteiro) - The Cat and the Fiddle (1934; roteiro; sem créditos) - Social Register (1934; história) - Biography of a Bachelor Girl (1935; escritor) - Riffraff (1936; roteiro) - San Francisco (1936; escritor) - Saratoga (1937; roteiro; história) - Mama Steps Out (1937; escritor) - The Cowboy and the Lady (1938; escritor; sem créditos) - Another Thin Man (1939; escritor; sem créditos) - The Women (1939; roteiro) - Babes in Arms (1939; sem créditos) - Strange Cargo (1940; adaptação; sem créditos) - Susan and God (1940; roteiro) - Blossoms in the Dust (1941; roteiro) - When Ladies Meet (1941; roteiro) - They Met in Bombay (1941; escritor) - I Married an Angel (1942; roteiro) - A Tree Grows in Brooklyn (1945; sem créditos) - The Buick Circus Hour (1952; roteiro) - Gentlemen Prefer Blondes (1953; roteiro) - Gentlemen Marry Brunettes (1955) - produçãos' Showcase "Happy Birthday" (1956; escritor) |